# Stade de Reims Natation
 (février 2024).
Si vous disposez d'ouvrages ou d'articles de référence ou si vous connaissez des sites web de qualité traitant du thème abordé ici, merci de compléter l'article en donnant les références utiles à sa vérifiabilité et en les liant à la section « Notes et références ».
Le Reims Natation 89 était un club de natation course et de water polo français basé à Reims. Depuis le 15 juin 2018, le Reims Natation 89 devient le Stade de Reims Natation. L'équipe fanion de water polo évolue en première division du Championnat de France depuis la saison 2018-2019. 
Les activités au sein du club sont :
- Natation course
- Natation eau libre
- Ecole de Natation Française
- Natation synchronisée
- Water-polo
- Sport Santé : Aquaform, aquaphobie, Nagez Forme Santé

Sous l’impulsion de la Ville de Reims, le Reims Natation 89, le Reims Champagne Natation et le Reims Avenir Natation se rangent sous la seule bannière Stade de Reims Natation dès septembre 2018,.
En 2024, le club "met en sommeil" sa section Natation Artistique, plusieurs entraineures forment alors un nouveau club indépendant : Aqua Reims Artistique. 
En 2025, le club SDRN demande son placement en redressemenet judiciaire.

## Section natation sportive
Le Reims Natation 89 a une section natation sportive développée qui comprend près d'une centaine de nageurs de compétition.[réf. nécessaire]
Son école de l'Eau permet l'apprentissage et le perfectionnement des activités de la natation suivant le schéma de l'École de Natation Française de la Fédération Française de Natation. 

Cette école de l'Eau comprend plus de 250 enfants de  5 à 10 ans.[réf. nécessaire]